# Zeoliet

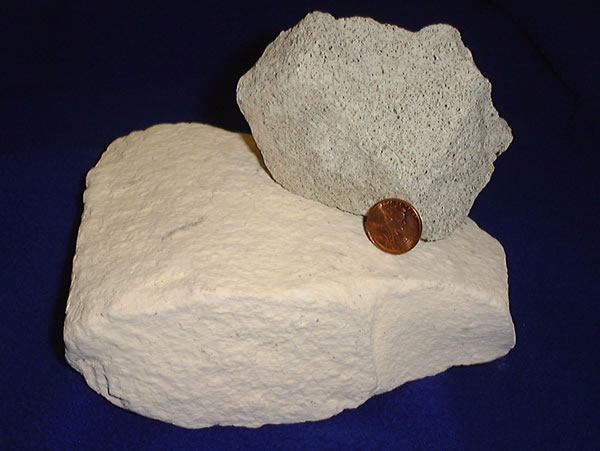
Zeoliet

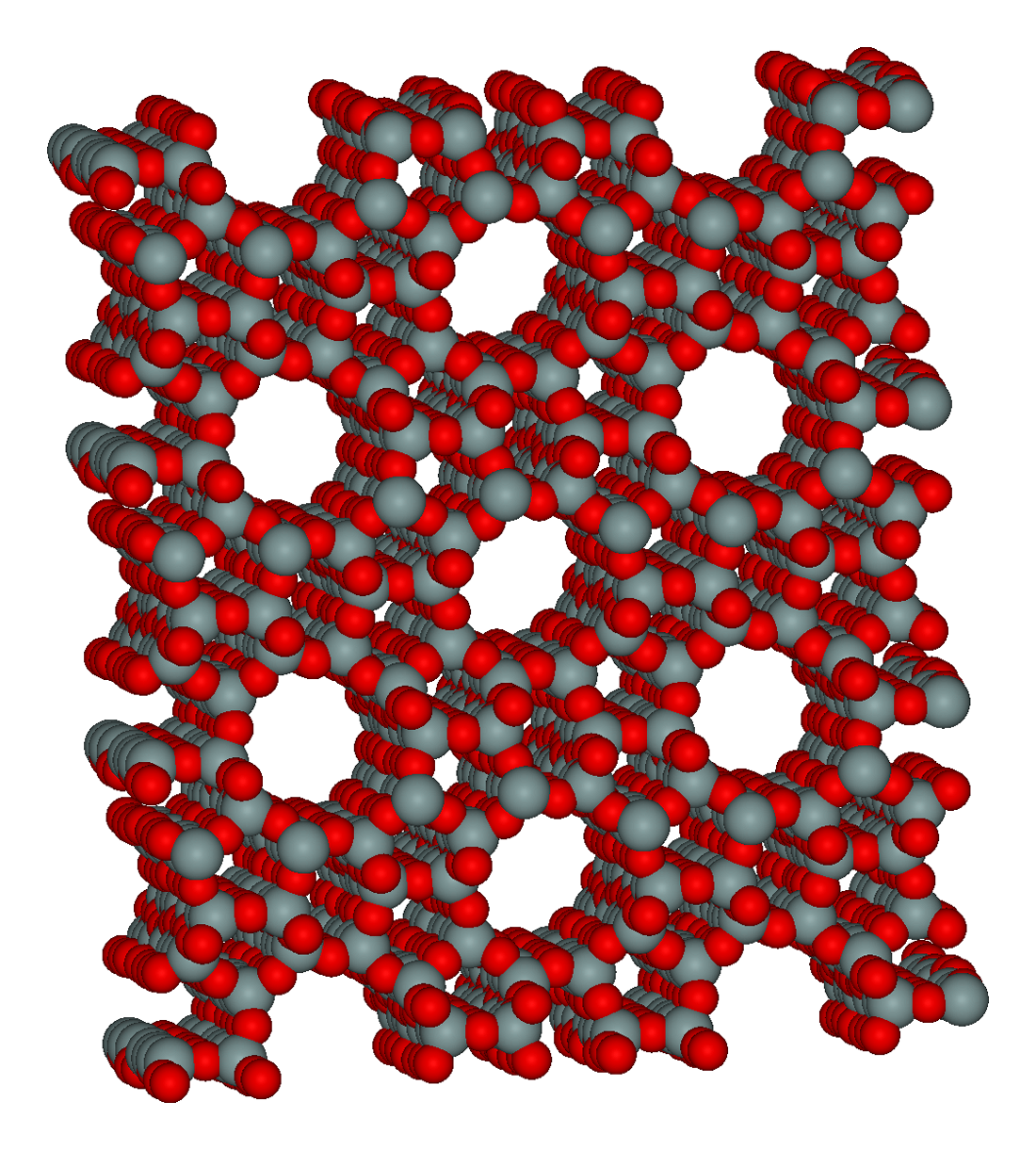
Kanalenstructuur op moleculair niveau van een zeoliet, ZSM-5

Zeolieten zijn mineralen die tot de tectosilicaten behoren. Natuurlijke zeolieten kunnen veel water bevatten. Bij verhitting kookt dit water eruit, vandaar de naam zeoliet, van het Griekse ζέω, zéō, koken, en λίθος, lithos, steen. Er bestaan ongeveer een vijftigtal natuurlijke zeolieten en meer dan honderd kunstmatige zeolieten. Veel voorkomende natuurlijke zeolieten zijn clinoptiloliet, natroliet, heulandiet en stilbiet.
Kunstmatige zeolieten worden onder andere gebruikt in wasmiddelen en katalyse. Door de hoge mate van vochtopname worden natuurlijke zeolieten onder andere gebruikt als adsorptiemateriaal in kattenbakvulling of als voornaamste ingrediënt voor het maken van aanvullende voedermiddelen voor honden en katten om de ontlasting dikker te maken .

## Eigenschappen
Een zeoliet is uit silicium-, aluminium- en zuurstofatomen opgebouwd. Deze atomen vormen viervlakken, die op hun beurt weer kooien kunnen vormen. Hierdoor krijgt de zeoliet een zeer poreuze structuur. De structuur van een zeoliet is echter wel zeer regelmatig en de aaneengeschakelde kooien vormen een soort kanalen. Deze kanalen kunnen worden gezien als gangen en liftschachten in een flatgebouw. In de kooien kunnen kleine moleculen, zoals water, en ionen zitten. De ionen zijn vaak nodig om de negatief geladen structuur van Si, Al en O te compenseren.
Verhitting van het zeoliet op hoge temperatuur kan ervoor zorgen dat de structuur in elkaar klapt. Verdere verhitting van dit amorfe materiaal kan voor nucleatie zorgen, met een nieuwe fase, een keramische fase.

## Soorten natuurlijke zeolieten
- Analciem - NaAl(Si2O6)·(H2O)
- Clinoptiloliet - (Na,K,Ca)2-3Al3(Al,Si)2Si13O36·12(H2O)
- Laumontiet - CaAl2Si4O12·4(H2O)
- Chabaziet - (Ca0,5,Na,K)4[Al4Si8O24]·12H2O
- Gismondien - Ca2Al4Si4O16·9(H2O)
- Mazziet - K2CaMg2(Al,Si)36O72·28(H2O)
- Heulandiet - (Ba,Sr,K,Ca,Na)2-3Al3(Al,Si)2Si13O36·12(H2O)
- Stilbiet - NaCa4Al8Si28O72·30(H2O)
- Natroliet - Na2Al2Si3O10·2(H2O)
- Mordeniet - (Ca,Na2,K2)Al2Si10O24·7(H2O)
- Gottardiiet - Na3Mg3Ca5Al19Si117O272·93(H2O)
- Brewsteriet - (Sr,Ba)Al4Si12O32·10(H2O)

## Industriële toepassingen
Zeolieten worden als moleculaire zeef gebruikt, in wasmiddel als ionenwisselaar voor het ontharden van water, maar ook als katalysator zoals bij het kraken van olie.

### Moleculaire zeef
Ieder zeoliet heeft een verschillende kanalenstructuur, waarbij de afmeting, vorm en mate van rechtheid verschillen. Vaak zijn er kanalen in twee dimensies die een regelmatig netwerk vormen. De kanalen van zeolieten hebben de grootte van atomen of moleculen en deze eigenschap maakt ze geschikt als moleculaire zeef. Een zeoliet met smalle kanalen kan bijvoorbeeld waterstof van stikstof scheiden en een zeoliet met wat grotere kanalen scheidt normaal alkaan van iso-alkaan.

### Ionenwisselaar
Zeolieten zijn te beschouwen als een zout. Hierbij zijn de ionen die in de structuur zitten (K, Na of Ca) het positieve metaalion. De kristalstructuur van de zeoliet werkt als het negatieve tegenion. De metaalionen kunnen voor andere ionen worden verwisseld. Deze eigenschap is te gebruiken bij bijvoorbeeld het verminderen van de waterhardheid:
Na-Zeoliet + 1/2 Ca2+ → Na+ + Ca-Zeoliet

### Katalysator
Zeolieten kunnen in hun zure vorm worden omgezet. Eerst past men ionenwisseling met ammonium-chloride toe:
Na-Zeoliet + NH4+ → Na+ + NH4-Zeoliet
Verhitten geeft dan:
NH4-Zeoliet → H-Zeoliet + NH3
Dit H-Zeoliet is een vast zuur, met een enorm binnenoppervlak in de kanalen, vaak honderden m2 per gram zeoliet. Op een temperatuur van enige honderden graden Celsius is het dermate zuur dat het alkanen kan activeren. Deze eigenschap kan gebruikt worden voor het omleggen, verbreken en vormen van allerlei koolstof-koolstofverbindingen, bijvoorbeeld in isomerisaties en alkylaties.

### Bij 'cracking'
Zeolieten kunnen als 'mal' worden gebruikt bij de bewerking van ruwe aardolie. De aardolie wordt door het zeoliet geleid, wat de olie een bepaalde vorm geeft zodat deze gemakkelijker kan worden gekraakt.

### Tegen ammoniak in water
Als er in water, bijvoorbeeld in een vijver, te veel ammoniak NH3 wordt gemeten kan er natuurlijk zeoliet worden ingezet. Een te hoog ammoniakgehalte is schadelijk voor alle organismen. Zeoliet heeft als eigenschap om ammoniak goed te adsorberen. Elke gram zeoliet kan ongeveer 2 mg ammonia adsorberen.

## Toxicologie
Zeolieten, vooral van natuurlijke oorsprong, kunnen met asbestachtige stoffen vervuild raken en op die manier een gevaar vormen voor de mensen die ermee in aanraking komen. Er zijn ook natuurlijke zeolieten waaronder clinoptiloliet die veilig zijn en gebruikt worden als toevoegingsmiddel in diervoeder.